# Magne Myrmo
Magne Gunbjørn Myrmo, född 30 juli 1943 i Rennebu, Norge, är en norsk tidigare längdskidåkare. Magne Myrmos karriär sträckte sig från slutet av 1960-talet och ett årtionde framåt.
Myrmo blev olympisk silvermedaljör på femmilen under olympiska vinterspelen 1972 i Sapporo i Japan. Det blev norsk dubbelseger i loppet då Pål Tyldum vann. Myrmo har kallats «den siste världsmästaren på träskidor», då han den 19 februari 1974 segrade på distansen 15 kilometer under världsmästerskapen i Falun i Sverige, sekunden före östtysken Gerhard Grimmer . 1974 blev Myrmo utnämnd till «Årets idrettsnavn» och fick de norska sportsjournalisternas staty. Samma år blev han också tilldelad Olavstatyn.

### Digitala källor
- ”Holmenkollenmedaljen 1895 - 2005” (på norska) (pdf). Arkiverad från originalet den 9 juli 2020. https://web.archive.org/web/20070926223434/http://www.skiforeningen.no/content/download/9491/47571/file/Holmenkollmedaljen.pdf.